# Dirk-Achim Pajonk
Dirk-Achim Pajonk (* 27. März 1969 in Gelsenkirchen) ist ein ehemaliger deutscher Leichtathlet.

## Sportliche Karriere
Dirk-Achim Pajonk war bis 1988 beim FC Schalke 04. Von 1989 bis 1991 trat er für die LAV Bayer Uerdingen/Dormagen an und wechselte dann zum TSV Bayer 04 Leverkusen. Bei den Deutschen Meisterschaften 1992 gewannen Paul Meier, Dirk-Achim Pajonk und Peter Kurowski den Mannschaftstitel im Zehnkampf. 1998 in Vaterstetten gewann Pajonk die Einzelwertung und zusammen mit Sascha Gelling und Georg Zwirner auch die Mannschaftswertung.
Dirk-Achim Pajonk startete von 1990 bis 1996 siebenmal im Nationaltrikot. Bei den Europameisterschaften 1994 in Helsinki belegte er mit 7746 Punkten den 13. Platz in einem Wettkampf, in dem nur sieben Zehnkämpfer mehr als 8000 Punkte erreichten. Zwei Jahre später bei den Olympischen Spielen in Atlanta kamen 22 Zehnkämpfer über die 8000-Punkte-Marke. Pajonk wurde 20. mit 8045 Punkten.
Dirk-Achim Pajonk beendete seine Karriere als Leistungssportler 2000. Er ist promovierter Mediziner und Facharzt für Orthopädie. Er war als Arzt auch für den DLV und das Zehnkampf-Team tätig.

## Bestleistungen
- 100 Meter: 10,67 Sekunden am 31. Juli 1996 in Atlanta
- Weitsprung: 7,50 Meter am 31. Juli 1996 in Atlanta
- Zehnkampf: 8161 Punkte am 15./16. Juni 1996 in Lage